# Eupterotegaeus dentatus
Eupterotegaeus dentatus är en kvalsterart som beskrevs av Sitnikova 1979. Eupterotegaeus dentatus ingår i släktet Eupterotegaeus och familjen Cepheidae. Inga underarter finns listade i Catalogue of Life.